# Annot
 Annot  es una población y comuna francesa, situada en la región de Provenza-Alpes-Costa Azul, departamento de Alpes de Alta Provenza, en el distrito de Castellane y cantón de Annot.

## Demografía
| 1 190 | 1 072 | 1 068 | 1 160 | 1 178 | 1 197 | 1 149 | 1 144 | 1 161 | 1 162 | 1 137 | 1 140 | 989 | 1 036 | 1 069 | 1 046 | 1 015 | 1 096 | 1 473 | 1 109 | 825 | 978 | 992 | 1 018 | 1 018 | 920 | 920 | 846 | 859 | 1 035 | 1 053 | 988 |
| Para los censos de 1962 a 1999 la población legal corresponde a la población sin duplicidades (Fuente: INSEE [Consultar]) |       |       |       |       |       |       |       |       |       |       |       |     |       |       |       |       |       |       |       |     |     |     |       |       |     |     |     |     |       |       |     |